# Meringopus sogdianus
Meringopus sogdianus là một loài tò vò trong họ Ichneumonidae.